# Rädda Ägget
Rädda Ägget är en årlig tekniktävling för femteklassare som arrangeras av Chalmers för att främja teknikintresse bland barnen. Utmaningen går ut på att släppa ett rått ägg från 15 meters höjd utan att det går sönder, t.ex. med hjälp av fallskärmar, ballonger eller andra tekniska konstruktioner. Bidrag belönas inom de tre kategorierna:
- den tekniskt smartaste lösningen,
- den roligaste konstruktionen,
- den bästa presentationen.

Tävlingen genomförs i november på Chalmers campus Johanneberg i samband med utställningen "Upplev Teknik". Prisutdelningen sker i december på Chalmers, vanligtvis med en av årets Nobelprisvinnare.
Den 8 och 9 november 2018 genomfördes tävlingen på Chalmers för 17:e gången och var med 2500 deltagande elever den största någonsin.